# Rozhraní
Rozhraní (deutsch Roßrain, früher Rossrein) ist eine Gemeinde in Tschechien. Sie liegt sieben Kilometer nordwestlich von Letovice und gehört zum Okres Svitavy.

## Geographie
Rozhraní befindet sich in der Svitavská pahorkatina am linken Ufer der Svitava. Nordöstlich erhebt sich der Na Vrších (Bartaberg, 547 m), im Südosten die Budina (542 m) und südwestlich der Člup (519 m). Gegen Nordwesten verlief die historische Landesgrenze Mährens zu Böhmen. Durch Rozhraní führen die Bahnstrecke Česká Třebová–Brno und die Staatsstraße I/43/E 461.
Nachbarorte sind Chrastová Lhota im Norden, Deštná im Nordosten, Rumberk und Bahna im Osten, Dolní Smržov im Südosten, Skřib, Stvolová und Vilémov im Süden, Bradlné im Südwesten, Študlov im Westen sowie Chrastavec und Půlpecen im Nordwesten.

## Geschichte
Die erste schriftliche Erwähnung von Brlenka (Bradlné) erfolgte um 1200 im Zusammenhang mit der nach Svitavy führenden Handelsstraße. Im Jahre 1409 wurde die zur Herrschaft Letovice gehörige Ansiedlung Vilémov erstmals genannt. Bradlné gehörte ab 1416 zu den Besitzungen der Herrschaft Louka und wurde später auch als Brallin bezeichnet. Rosrain wurde in der zweiten Hälfte des 17. Jahrhunderts gegründet. Zum Ende des 18. Jahrhunderts gehörte Bradlné zu den bevölkerungsreichsten Dörfern im Umkreis. Mit Mittels des Religionsfonds wurde die Kirche errichtet. Am 4. August 1791 stiftete der Fonds in Bradlné eine Lokalie und Schule, die auch die umliegenden Dörfer Studlow, Wilimow, Strzik, Roßrein und Wlkow betreute. Im Jahre 1834 bestand Bralný bzw. Bradlený aus 57 Häusern, von denen 40 zur Herrschaft Křetín und 17 zur Herrschaft Letovice untertänig waren. Im Letovicer Anteil lebten 88 Menschen. Wilimow bestand zu dieser Zeit aus fünf Häusern und hatte 30 Einwohner. In Roßrein standen 28 Häuser, in denen 130 Menschen lebten. Zwischen 1846 und 1849 erfolgte der Bau der Eisenbahn von Brünn nach Böhmisch Trübau durch die k.k. Nördliche Staatsbahn.
Nach der Aufhebung der Patrimonialherrschaften bildeten Bradleny und Roßrein/Rozhraní (mit dem Ortsteil Vilemov) ab 1850 zwei selbstständige Gemeinden in der Bezirkshauptmannschaft Boskovice. Im Jahre 1869 hatte die drei Dörfer zusammen 632 Einwohner. 1878 wurde der zweigleisige Ausbau der Eisenbahnstrecke abgeschlossen. Zwischen 1880 und 1897 waren Rozhraní und Vilémov Ortsteile von Stvolová, danach entstand die Gemeinde Rozhraní erneut. In Bradlné wurde 1899 eine neue Schule eingeweiht. Im Jahre 1900 lebten in den drei Orten 791 Menschen, danach begann ein Bevölkerungsrückgang. Nach dem Ersten Weltkrieg richtete Eduard Blažek in Vilémov die Villa Eda als Zufluchtsstätte für Arme und Obdachlose ein. Blažek war einer der Grünen Kader, der vor seiner Einberufung zur k.u.k. Armee in die Wälder geflüchtet war und sich so dem Kriegsdienst entzog. Nach Blažeks Tod wurde die Villa Eda abgerissen und 1930 an ihrer Stelle Wohnhäuser errichtet. 1930 hatten die Dörfer 761 Einwohner. Nach dem Münchner Abkommen wurde Rozhraní im Jahre 1938 Grenzort zum Deutschen Reich, der einen Kilometer nördliche Nachbarort Ölhütten (Chrastová Lhota) gehörte zum sudetendeutschen Landkreis Zwittau. 1950 erfolgte die Eingemeindung von Bradlné, zugleich wurde die mährische Gemeinde dem böhmischen Okres Svitavy zugeordnet. Zu dieser Zeit lebten auf dem Gemeindegebiet 603 Menschen. 1971 verloren Vilémov und Bradlné ihren Status als Ortsteile. Die Schule in Bradlné wurde 1976 aufgehoben und die Kinder nach Moravská Chrastová umgeschult. Im Jahre 1980 hatte die Gemeinde Rozhraní 430 Einwohner. Zwischen 1997 wurde die Eisenbahnstrecke elektrifiziert.

## Gemeindegliederung
Für die Gemeinde Rozhraní sind keine Ortsteile ausgewiesen. Rozhraní besteht aus den Ansiedlungen Bradlné (Bradelna), Rozhraní (Roßrain) und Vilémov (Wilemau).

## Sehenswürdigkeiten

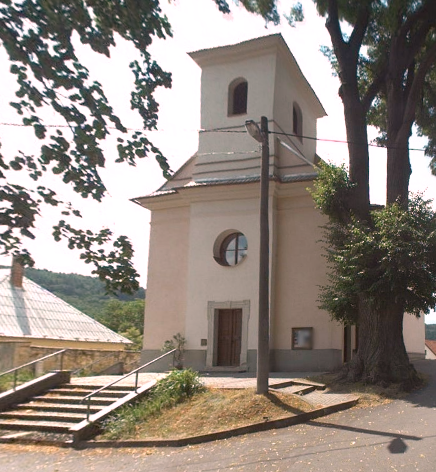
Pfarrkirche

- Pfarrkirche der hl. Kreuzerhöhung in Bradlné, die aus Mitteln des Religionsfonds erbaute Kirche wurde 1790 geweiht.
- Amphibolitfelsblöcke, westlich des Dorfes
- Spalthöhlensystem, nicht zugänglich
- 30 m hohe Buche mit einem Stammumfang von 5,50 m, östlich des Dorfes am Hügel U Kubátů
- Reste der Burg Rumberk, östlich des Dorfes